# Sismo do Friul de 1976
O sismo do Friul de 1976 foi um tremor de terra que ocorreu às 21h06min na região italiana do Friul no dia 6 de maio daquele ano.
O epicentro localizou na comuna de Gemona del Friuli e as áreas mais afetadas, além desta, foram Montenars, Venzone, Osoppo, Majano ademais de muitas outras que sofreram uma destruição quase total.
O número de mortos chegou a 982, enquanto que os desabrigados somaram cerca de 60 000 pessoas. O terremoto atingiu 6,4 graus na escala de Richter e 10 na escala de Mercalli. Os tremores continuaram pelos meses que se seguiram, sendo que alguns bastantes chegaram a ser bastante fortes, particularmente os de setembro, quando nos dias 11 e 15 se registraram sismos de mais de 8 graus na escala de Mercalli.
Apesar dos alertas de especialistas para o risco que estavam correndo os habitantes de cidades como Údine, os friulanos levaram a cabo uma reconstrução rápida e completa, que se completou em 10 anos.